# SNCF BB 67400
De SNCT BB 67400 serie zijn dieselelektrische locomotieven van de Franse spoorwegmaatschappij SNCF, gebouwd tussen 1969 en 1975. De fabrikant van de 232 exemplaren was Brissonneau & Lotz en MTE (Materiel de traction électrique). Zij werden op 6 januari 1967 besteld. De eerste machine werd op 14 augustus 1969 in het depot Chambéry gepresenteerd. De BB 67 632, die op 31 oktober 1975 werd geleverd, was de laatste diesellocomotief die is geleverd aan de SNCF in de 20e eeuw.
Er zijn nog 214 locomotieven in dienst, welke worden gebruikt in diverse takken van de SNCF:
- Het goederenvervoer bij SNCF Fret
- Intercités-diensten in combinatie met Corail-rijtuigen
- Regionaal verkeer bij TER en Transilien

## Galerij

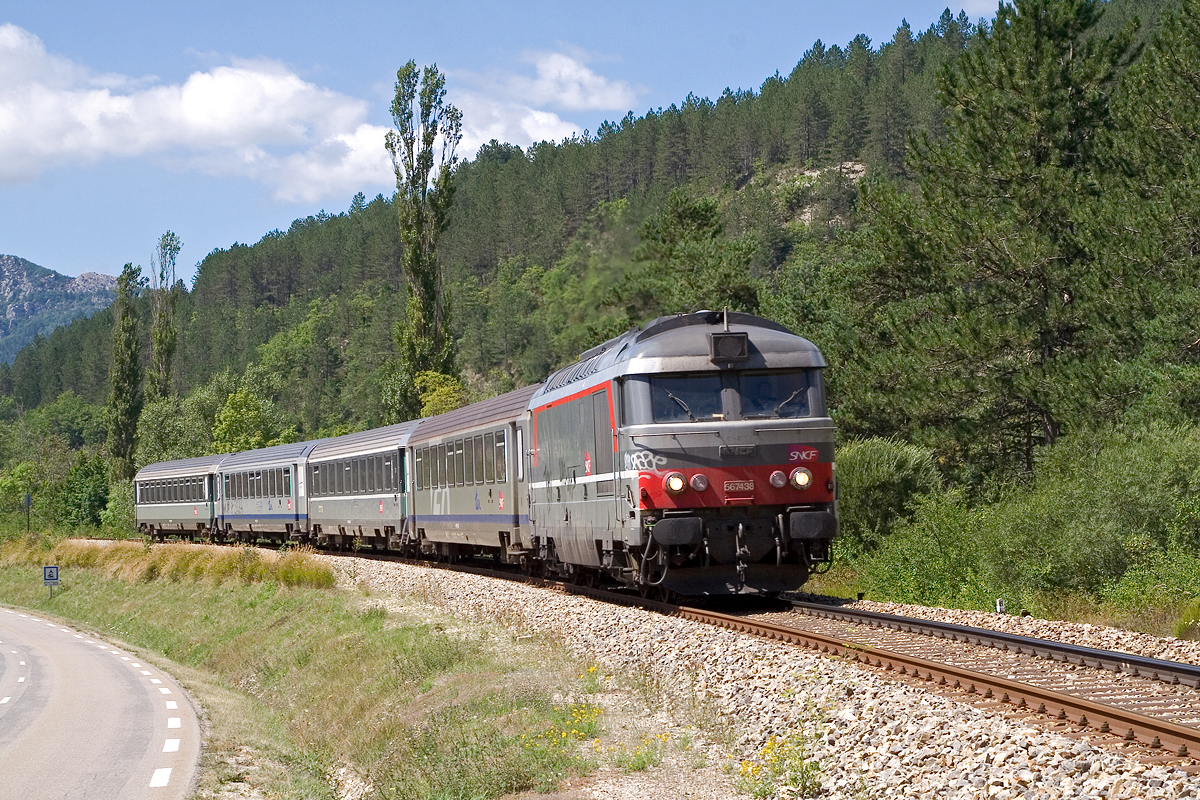
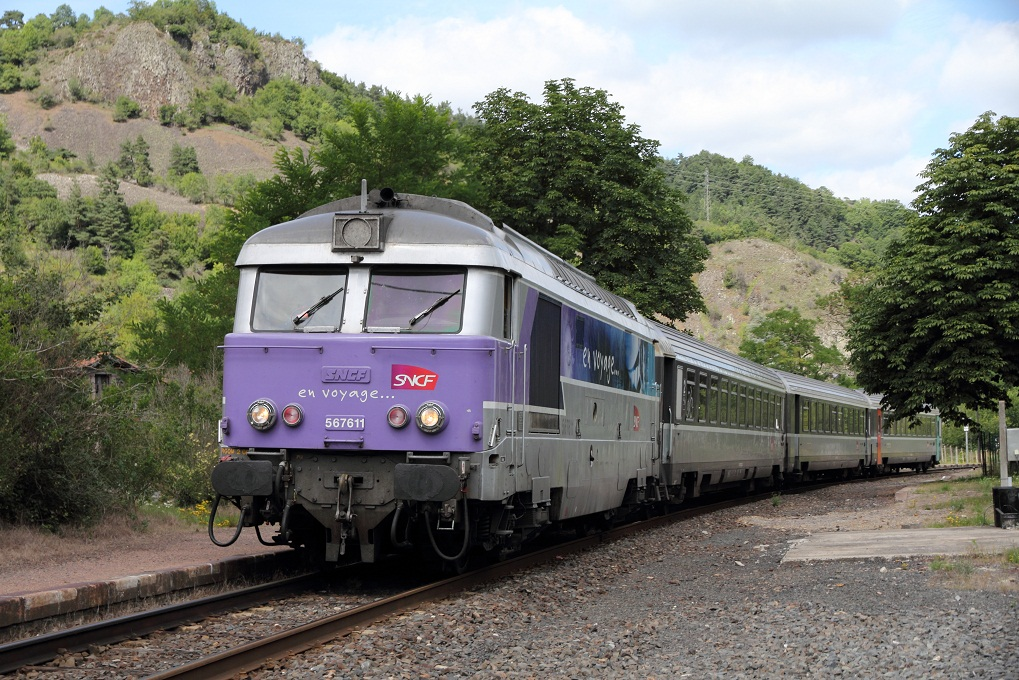
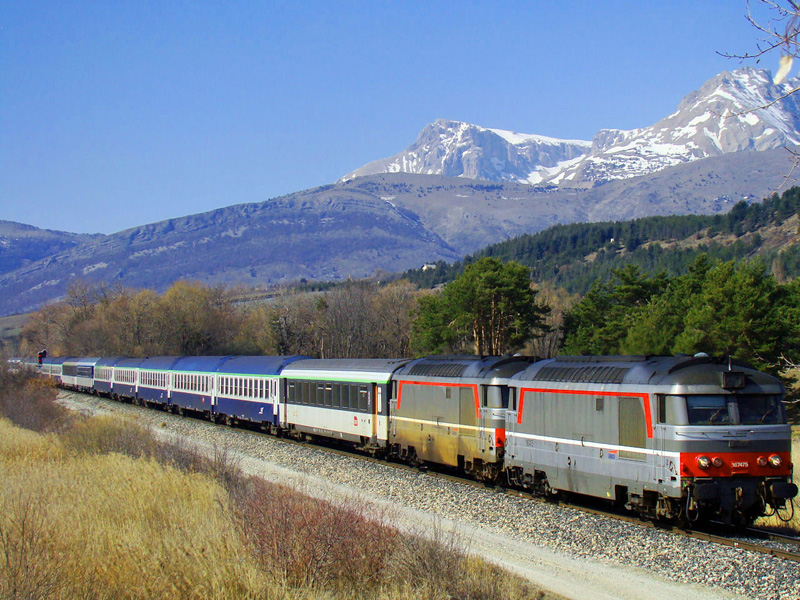
BB 67475 trekt een slaaptrein tussen Parijs en Briançon door het departement Hautes-Alpes.
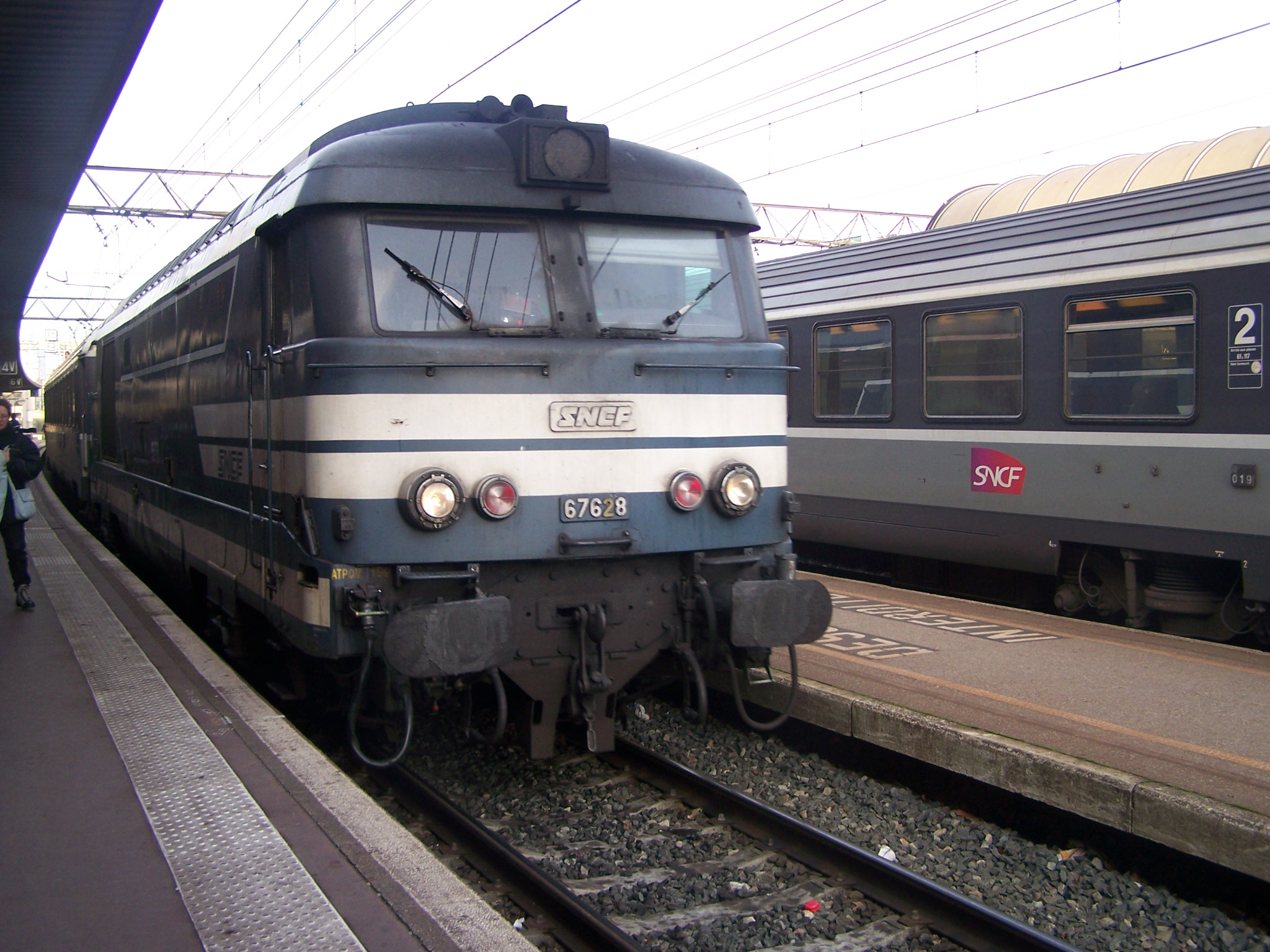
BB 67628 komt binnen in station Lyon-Part-Dieu.
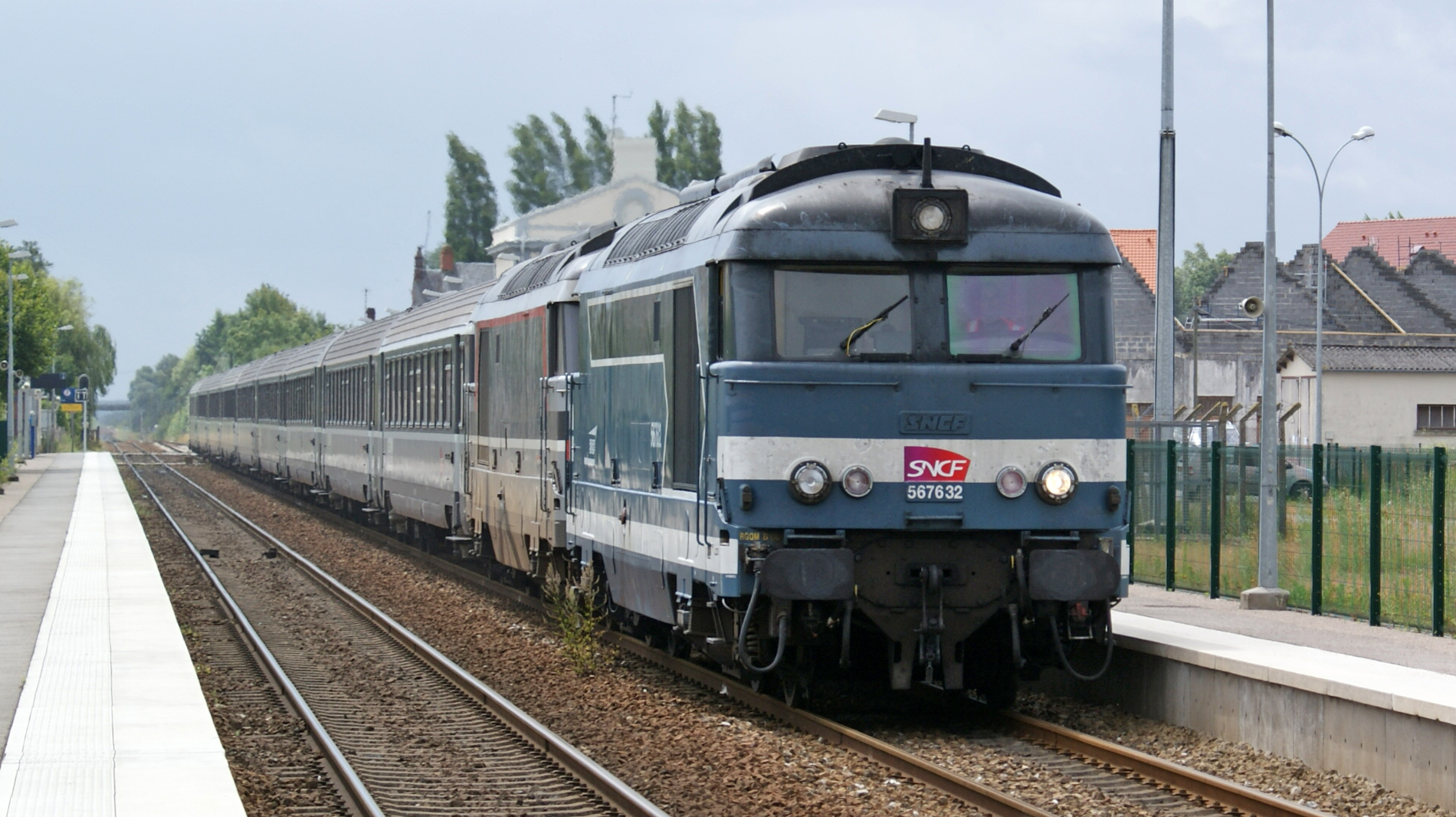
BB 67632 (blauwe kleurstelling) trekt een intercity in Station Rue, dit is de laatste diesellocomotief geleverd aan de SNCF in de 20e eeuw.
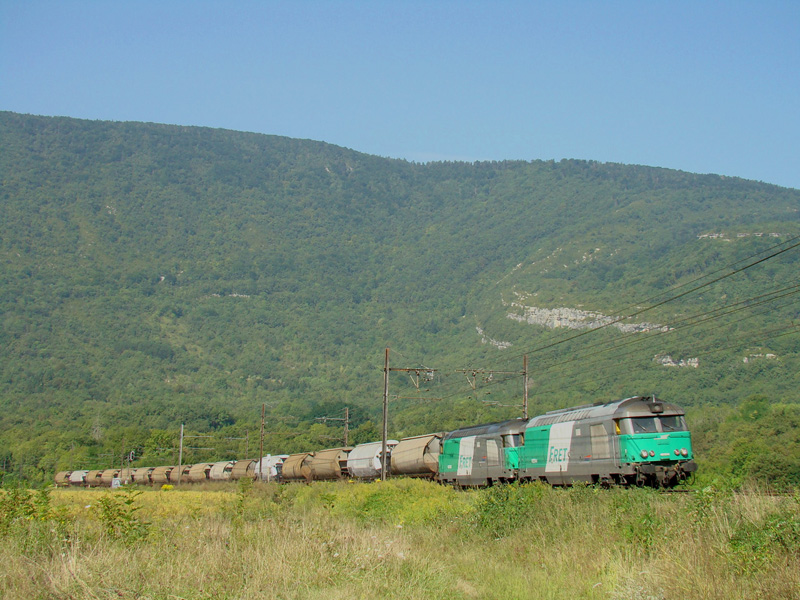
BB 67544 en BB 67507 trekken een goederentrein